# Ctenocheles balssi
Ctenocheles balssi är en kräftdjursart som beskrevs av Kamakiche Kishinouye 1926. Ctenocheles balssi ingår i släktet Ctenocheles och familjen Ctenochelidae. Inga underarter finns listade i Catalogue of Life.